# Gamla apoteket, Brahestad

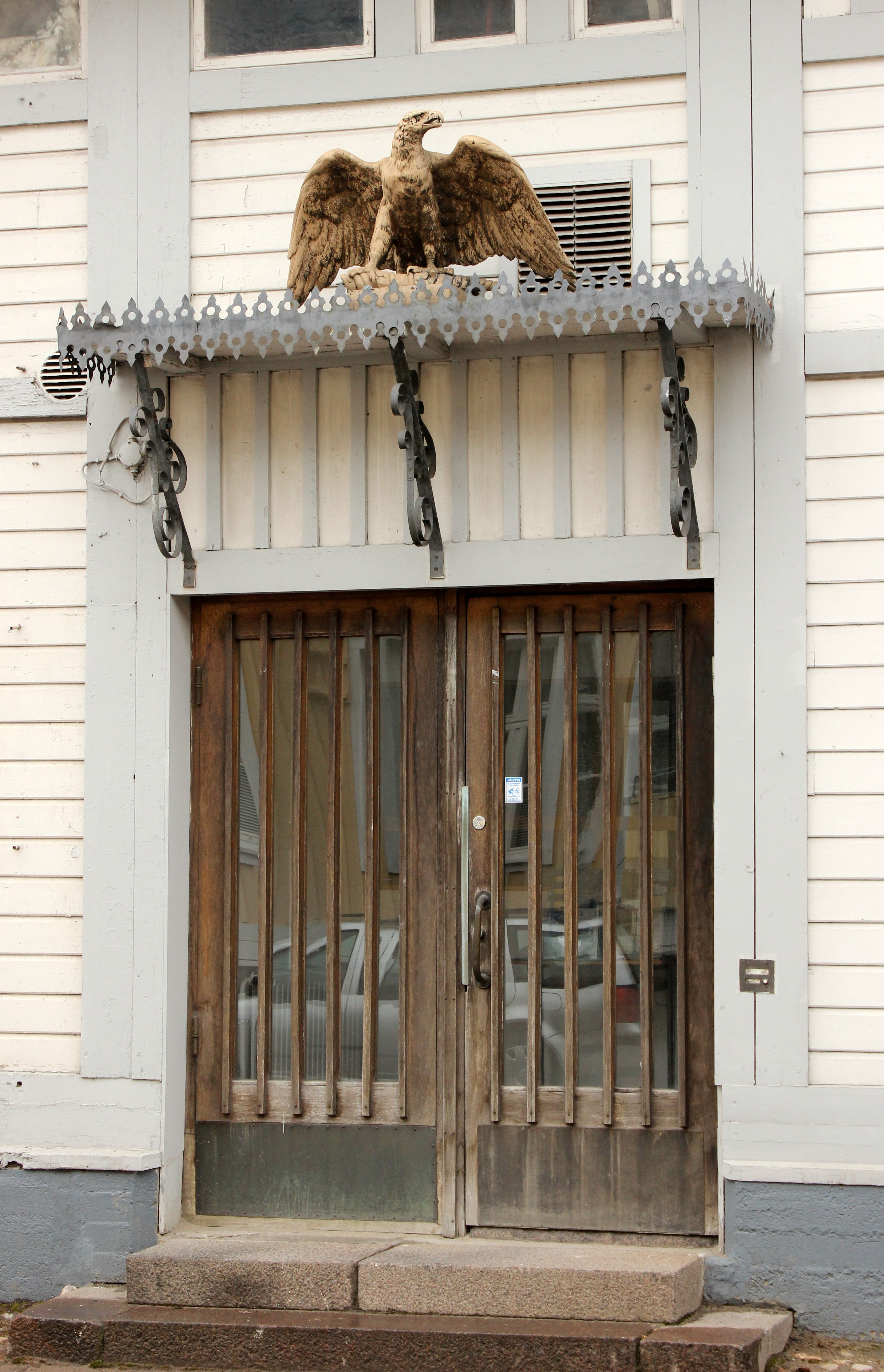
Entrén

Gamla apoteket (finska: Wanha apteekki) är ett farmacihistoriskt museum i Brahestad i Österbotten.
Apoteket flyttade 1924 in i nuvarande lokaler på Köpgatan. Dessförinnan låg det, åtminstone från 1820, på Kyrkogatan mitt emot Brahestads kyrka. Det första apoteket i Brahestad hade öppnat 1793 av apotekaren Jean Galenius. 
Lokalerna på Köpgatan övergavs 1998. Brahestad stad övertog våren 1999 den samling, som apotekarna Väinö Mäkinen (innehavare 1917–1960) och Paavo Mäkinen (innehavare 1961–1996) bevarat och vårdat under 1900-talet. Staden hyrde apotekslokalerna för att kunna bevara och visa upp samlingen i dess autentiska miljö.
Vid ingången av Gamla Apotekets finns en örn, vilken fanns i apoteket redan i dess tidigare lokaler på Kyrkogatan. Också inredningen i björk till apoteket på Kyrkogatan, som införskaffades 1900, togs med till de nya lokalerna på Köpgatan.